# Championnat du Nigeria de football 2001
Navigation
Saison précédente Saison suivante
La saison 2001 du Championnat du Nigeria de football est la onzième édition de la première division professionnelle à poule unique au Nigeria, la First Division League. Seize clubs prennent part au championnat qui prend la forme d'une poule unique où toutes les équipes se rencontrent deux fois au cours de la saison. À la fin de cette première phase, les quatre premiers se disputent le titre au sein d'une poule finale. En fin de saison, afin de faire passer le championnat à 18 équipes, les quatre derniers du classement affrontent les deux deuxièmes de Division II, la deuxième division nigériane.
C'est le club d'Enyimba FC qui remporte le championnat après avoir terminé en tête du classement final, avec cinq points d'avance sur l'un des promus, NPA FC et six sur Gombe United FC. C'est le 1er titre de champion du Nigeria de l'histoire du club.. 

## Les clubs participants
| - Julius Berger FC - Sharks FC - Plateau United - Enyimba FC - Jigawa Golden Stars - Enugu Rangers - Gombe United FC - Bendel Insurance | - Wikki Tourists FC - Iwuanyanwu Nationale - Jasper United - NPA FC - Promu de Division II - El-Kanemi Warriors - Promu de Division II - Katsina United - Lobi Stars FC - Gabros International |

## Compétition
Le barème de points servant à établir le classement se décompose ainsi :
- Victoire : 3 points
- Match nul : 1 point
- Défaite : 0 point

### Première phase
| Rang | Équipe                 | Pts | J  | G  | N | P  | Bp | Bc | Diff |
| ---- | ---------------------- | --- | -- | -- | - | -- | -- | -- | ---- |
| 1    | Enugu Rangers          | 50  | 30 | 15 | 5 | 10 | 36 | 24 | +12  |
| 2    | Enyimba FC             | 48  | 30 | 15 | 3 | 12 | 38 | 21 | +17  |
| 3    | Gombe United FC        | 47  | 30 | 14 | 5 | 11 | 35 | 32 | +3   |
| 4    | NPA FC (P)             | 47  | 30 | 15 | 2 | 13 | 28 | 28 | 0    |
| 5    | El-Kanemi Warriors (P) | 44  | 30 | 13 | 5 | 12 | 30 | 23 | +7   |
| 6    | Bendel Insurance       | 44  | 30 | 13 | 5 | 12 | 34 | 28 | +6   |
| 7    | Wikki Tourists FC      | 44  | 30 | 13 | 5 | 12 | 22 | 25 | -3   |
| 8    | Lobi Stars FC          | 43  | 30 | 13 | 4 | 13 | 35 | 35 | 0    |
| 9    | Gabros International   | 42  | 30 | 13 | 3 | 14 | 35 | 31 | +4   |
| 10   | Julius Berger FC (T)   | 40  | 30 | 11 | 7 | 12 | 27 | 23 | +4   |
| 11   | Sharks FC              | 40  | 30 | 11 | 7 | 12 | 30 | 35 | -5   |
| 12   | Iwuanyanwu Nationale   | 40  | 30 | 12 | 4 | 14 | 25 | 30 | -5   |
| 13   | Jigawa Golden Stars FC | 39  | 30 | 11 | 6 | 13 | 24 | 31 | -7   |
| 14   | Plateau United         | 38  | 30 | 10 | 8 | 12 | 24 | 29 | -5   |
| 15   | Jasper United          | 38  | 30 | 11 | 5 | 14 | 23 | 35 | -12  |
| 16   | Katsina United         | 36  | 30 | 10 | 6 | 14 | 20 | 36 | -16  |

|  | Qualification pour la phase finale du championnat |
|  | Relégation en Division Two                        |
|  | (T) Tenant du titre (P) : Promu de Division Two   |

### Seconde phase

#### Poule pour le titre
| Rang | Équipe          | Pts | J | G | N | P | Bp | Bc | Diff |  | Résultats (▼ dom., ► ext.) | Eny | NPA | Gom | Enu |
| ---- | --------------- | --- | - | - | - | - | -- | -- | ---- |  | -------------------------- | --- | --- | --- | --- |
| 1    | Enyimba FC      | 9   | 3 | 3 | 0 | 0 | 4  | 1  | +3   |  | Enyimba FC                 |     | 1-0 | 2-1 | 1-0 |
| 2    | NPA FC (P)      | 4   | 3 | 1 | 1 | 1 | 3  | 3  | 0    |  | NPA FC (P)                 |     |     | 2-1 | 1-1 |
| 3    | Gombe United FC | 3   | 3 | 1 | 0 | 2 | 4  | 4  | 0    |  | Gombe United FC            |     |     |     | 2-0 |
| 4    | Enugu Rangers   | 1   | 3 | 0 | 1 | 2 | 1  | 4  | -3   |  | Enugu Rangers              |     |     |     |     |

|  | Qualification pour la Ligue des champions de la CAF 2002 |
|  | Qualification pour la Coupe de la CAF 2002               |
|  | (P) : Promu de Division Two                              |

#### Poules de promotion-relégation
Groupe A :
| Rang | Équipe                      | Pts | J | G | N | P | Bp | Bc | Diff |
| ---- | --------------------------- | --- | - | - | - | - | -- | -- | ---- |
| 1    | Jigawa Golden Stars FC (D1) |     |   |   |   |   |    |    |      |
| 2    | Yobe Stars FC (D2)          |     |   |   |   |   |    |    |      |
| 3    | Katsina United (D1)         |     |   |   |   |   |    |    |      |

Groupe A :
| Rang | Équipe                | Pts | J | G | N | P | Bp | Bc | Diff |
| ---- | --------------------- | --- | - | - | - | - | -- | -- | ---- |
| 1    | Plateau United (D1)   | 4   | 2 | 1 | 1 | 0 |    |    |      |
| 2    | Jasper United (D1)    | 3   | 2 | 1 | 0 | 1 |    |    |      |
| 3    | Bendel Insurance (D2) | 1   | 2 | 0 | 1 | 1 | 2  | 3  | -1   |

## Bilan de la saison
| Championnat du Nigeria de football 2001 |                           |
| Champion                                | Enyimba FC (1er titre)    |
| Coupes et trophées                      |                           |
| Vainqueur de la Coupe du Nigeria 2001   | Dolphin FC (Division Two) |
| Qualifications continentales            |                           |
| Ligue des champions de la CAF 2002      | Enyimba FC                |
| Coupe des Coupes 2002                   | Dolphin FC                |
| Coupe de la CAF 2002                    | NPA FC                    |
| Promotions et relégations               |                           |
| Promus en First Division                | Yobe Stars FC             |
| Promus en First Division                | Kano Pillars              |
| Promus en First Division                | Sunshine Stars FC         |
| Relégués en Division II                 | Katsina United            |